# Sarowo
Sarowo (biał. Сарава, Sarawa; ros. Сарево, Sariewo) – wieś na Białorusi, w obwodzie brzeskim, w rejonie kamienieckim, w sielsowiecie Dmitrowicze.

## Historia
Nazwana na cześć biblijnej Sary. Założona w 1850, gdy 24 rodziny żydowskie otrzymały 26-hektarowe działki ziemi skarbowej. W XIX i w początkach XX w. położone było w Rosji, w guberni grodzieńskiej, w powiecie brzeskim, w gminie Kamieniec Litewski. Pod zaborami i w II Rzeczypospolitej kolonia. Znajdowały tu się bet midrasz i cheder.
W dwudziestoleciu międzywojennym leżało w Polsce, w województwie poleskim, w powiecie brzeskim, w gminie Kamieniec Litewski. W 1921 miejscowość liczyła 47 mieszkańców, zamieszkałych w 7 budynkach, wyłącznie Żydów wyznania mojżeszowego.
Podczas II wojny światowej Niemcy przesiedlili mieszkańców do getta w Kamieńcu Litewskim, gdzie później ich zamordowali.
Po II wojnie światowej w granicach Związku Sowieckiego. Od 1991 w niepodległej Białorusi.